# Bundesstrasse 76
Bundesstrasse 76 är en förbundsväg i norra Tyskland. Vägen går ifrån Schleswig till Travemünde via bland annat Kiel. Vägen är 130 km lång. Hela vägen går inom förbundslandet Schleswig-Holstein.